# Zac Incerti
Zac Charles Incerti (Perth, 13 de julio de 1996) es un deportista australiano que compite en natación, especialista en el estilo libre.
Participó en dos Juegos Olímpicos de Verano, obteniendo tres medallas, dos de bronce en Tokio 2020 en 4 × 100 m libre y 4 × 200 m libre, y otra de bronce en París 2024 en 4 × 200 m libre. Ganó una medalla de plata en el Campeonato Mundial de Natación de 2022, en el relevo 4 × 200 m libre.

## Palmarés internacional
| Juegos Olímpicos   | Juegos Olímpicos   | Juegos Olímpicos  | Juegos Olímpicos |
| Año                | Lugar              | Medalla           | Prueba           |
| ------------------ | ------------------ | ----------------- | ---------------- |
| 2020               | Tokio (Japón)      | Medalla de bronce | 4 × 100 m libre  |
| 2020               | Tokio (Japón)      | Medalla de bronce | 4 × 200 m libre  |
| 2024               | París (Francia)    | Medalla de bronce | 4 × 200 m libre  |
| Campeonato Mundial |                    |                   |                  |
| Año                | Lugar              | Medalla           | Prueba           |
| 2022               | Budapest (Hungría) | Medalla de plata  | 4 × 200 m libre  |